# Lok Jan Shakti Party
Lok Jan Shakti Party är ett politiskt parti i Indien. Partiledaren heter Ram Vilas Paswan, och partiet grundades 2000 i samband med att Paswan lämnade partiet Janata Dal (United). Stödet för Lok Jan Shakti är störst bland daliterna i Bihar. Valet 2004 innebar ett parlamentariskt genombrott för partiet. Man erövrade då 4 mandat i Lok Sabha.